# Mathias Samson
Mathias Samson (* 7. Februar 1965 in Enniger) ist ein deutscher Politiker.
Von 1997 bis 1998 leitete er das Bundestagsabgeordnetenbüro von Wolfgang Spanier. Danach war Samson für zwei Jahre Büroleiter von Reinhard Loske. Im Bundesministerium für Umwelt, Naturschutz und Reaktorsicherheit war er von 2000 bis 2004 Büroleiter und persönlicher Referent des Staatssekretärs Rainer Baake und von 2004 bis 2013 Leiter des Referats Umwelt und Verkehr, Elektromobilität.
Am 18. Januar 2014 wurde Samson auf Vorschlag von Bündnis 90/Die Grünen Hessen im Kabinett Bouffier II zum Staatssekretär im Hessischen Landesministerium für Wirtschaft, Energie, Verkehr und Landesentwicklung ernannt, welches von Wirtschaftsminister Tarek Al-Wazir geführt wurde. Im Kabinett Bouffier III wurde er in dem neuformierten Hessisches Ministerium für Wirtschaft, Energie, Verkehr und Wohnen nicht erneut als Staatssekretär benannt.